# Саллахи, Илли
Илли́ Саллахи́ (нем. и алб. Ylli Sallahi; род. 6 апреля 1994 года, Србица) — австрийский футболист, защитник.

## Биография
Семья албанцев Саллахи переехала из Югославии в Австрию всего через несколько месяцев после его рождения, поселившись в городе Капфенберге. В возрасте четырёх лет его отдали в футбольную школу местной команды «Капфенберг».
В январе 2011 года Саллахи стал игроком «Баварии».
27 октября 2012 года Саллахи впервые сыграл за «Баварию II» в выездном матче против «Вюрцбург Киккерс» (1:2). 6 августа 2013 года, в домашнем матче против дубля «Мюнхен 1860» (2:0), на 76-й минуте он забил первый гол за мюнхенский фарм-клуб. В сезоне 2013/14 Саллахи стал ключевым игроком «Баварии II».
5 апреля 2014 года, в матче 29-го тура против «Аугсбурга», который «баварцы» сенсационно проиграли со счётом 1-0, прервав, тем самым, свою рекордную беспроигрышную серию игр в Бундеслиге, которая продлилась 53 матча, Саллахи дебютировал. Старший тренер команды Пеп Гвардиола поставил Илли сразу в стартовый состав.
1 января 2015 года Саллахи перешёл в «Карлсруэ», подписав контракт до 2018 года.

## Достижения
- Чемпион Германии: 2013/14
- Победитель Региональной лиги: 2013/14